# Locomotora de Vapor Renfe 240F-2591
La Locomotora de vapor 240 F-2591 "Renfe" és una Locomotora fabricada per l'empresa Euskalduna a Bilbao que es troba conservada actualment al Museu del Ferrocarril de Catalunya, amb el número de registre 00019 d'ençà que va ingressar el 1981, com una donació de la companyia Renfe.

## Història
Amb els seus 242 exemplars fabricats des de 1942, aquesta sèrie de "Mastodontes" fou la més nombrosa de les encarregades després de la guerra. Pot ésser considerada el tipus clàssic dels ferrocarrils espanyols; el més ajustat a les particularitats de la seva xarxa. Òptima per a mercaderies, la seva versatilitat la feu omnipresent per tot el país fins al 1972, any de la seva retirada.
En una època amb greus dificultats econòmiques i, al mateix temps, d'una imperiosa necessitat de renovació del parc, es va optar per a construir una locomotora polivalent adaptada a les necessitats de l'explotació: robusta i d'utilització i entreteniments senzills. Es va decidir adoptar el rodatge 2-4-0, adequat per a proporcionar una potència i un esforç de tracció considerables i, alhora, apte per al remolc de trens de viatgers en condicions acceptables. Coneguda com a sèrie 2400, fou fabricada fins al 1953.

## Conservació
El seu estat de conservació és dolent. Entre el 1990 i el 1991 es va sotmetre a una restauració integral de xapa i pintura.